# Frances Andrews
Frances Elizabeth Andrews FRHistS es una historiadora británica, profesora de Historia medieval en la Universidad de Saint Andrews. Está especializada en la iglesia medieval tardía y temas conexos.

## Trayectoria
Profesora de la Universidad de St. Andrews desde 1995, sus intereses giran en torno a dos áreas complementarias: la historia de la Europa medieval tardía (en especial, Italia) y del cristianismo medieval tardío. También se ha interesado por la influencia de las ideas de Joaquín de Fiore y la naturaleza de la duda religiosa.
Es responsable de la colección The Medieval Mediterranean publicada por la editorial Brill, y de la serie de libros Estudios de Historia de religión medieval (Studies in the History of Medieval Religion), de  Boydell & Brewer. Fue presidenta de la Sociedad de Historia Eclesiástica en el bienio 2014-2015.

## Publicaciones
- The Early Humiliati. 1999.
- The Other Friars. 2006.
- Doubting Christianity: The Church and Doubt. 2016. (co-edited with Charlotte Methuen and Andrew Spicer)